# Styrax latifolius
Styrax latifolius là một loài thực vật có hoa trong họ Bồ đề. Loài này được Pohl miêu tả khoa học đầu tiên.